# Peter Rosenstingl
Peter Rosenstingl (* 6. September 1951 in Wien) ist ein ehemaliger österreichischer Politiker (FPÖ). Rosenstingl war von 1990 bis 1998 Abgeordneter zum Nationalrat.

## Ausbildung und Beruf
Rosenstingl besuchte zwischen 1957 und 1961 die Volksschule und im Anschluss von 1961 bis 1965 die Hauptschule. Danach erlernte er von 1965 bis 1968 den Beruf des Industriekaufmanns und leistete 1970 den Präsenzdienst ab. Rosenstingl arbeitete von 1968 bis 1978 als Angestellter mit Ausbildung im Steuerrecht und war ab 1978 Prokurist einer Steuerberatungskanzlei. 1981 machte er sich als Unternehmer selbständig. 

## Politik
Rosenstingl begann seine politische Karriere von 1990 bis 1993 als Gemeinderat in Gießhübl und hatte von 1992 bis 1998 die Funktion des Landesparteiobmann-Stellvertreters der FPÖ Niederösterreich inne. Er war zudem von 1989 bis 1998 Landesobmann des Ringes Freiheitlicher Wirtschaftstreibender Niederösterreich (RFW), von 1991 bis 1998 Bundesobmann-Stellvertreter des RFW und ab 1990 Kammerrat der Wirtschaftskammer Niederösterreich. Rosenstingl vertrat die FPÖ vom 5. November 1990 bis zum 10. Mai 1998 im Nationalrat und war Verkehrssprecher und Kassier des FPÖ-Parlamentsklubs. Danach war er bis zur Aberkennung seines Mandats bis 30. September 1998 Abgeordneter ohne Klubzugehörigkeit.

## „Affäre Rosenstingl“
Nach Verlusten von über hundert Millionen Schilling im Unternehmen seines Bruders und dem Konkurs seiner Wirtschaftstreuhänderkanzlei setzte sich Rosenstingl am 28. April 1998 nach Brasilien ab. Innerhalb der FPÖ waren Hinweise auf das Treiben Rosenstingls lange Zeit ignoriert worden. Heinrich Haltmeyer, der damalige Vizelandesparteichef in Niederösterreich teilte Haider und dem Parteigeneralsekretär Walter Meischberger seine Bedenken bezüglich Rosenstingl mit und wurde kurz darauf seiner Ämter enthoben. Ein als Jurist bei einer Bank tätiger Funktionär bekundete in einer Eidesstattlichen Erklärung, dass er bereits 1997 einen Hinweis auf Rosenstingls Malversationen gegeben hatte. Der damalige niederösterreichische Landesparteichef Gratzer entfernte den Hinweisgeber daraufhin aus seinen Funktionen. Nachdem sein Verschwinden am 3. Mai in Zusammenhang mit ersten Berichterstattungen über Betrügereien publik geworden war, reagierte die FPÖ am 4. Mai mit der Enthebung Rosenstingls aus allen seinen politischen Funktionen. Kurz darauf stellte der Ring Freiheitlicher Wirtschaftstreibender Niederösterreich, dessen Landesobmann Rosenstingl gewesen war, bei einer Buchprüfung das Fehlen von mehreren Millionen Schilling fest. Zudem wurde bei der Prüfung der FPÖ-Parteikasse das Fehlen von weiteren Geldern entdeckt. In der Folge schloss die FPÖ Rosenstingl am 7. Mai 1998 aus der Partei aus, Rosenstingl selbst wurde am 5. Juni 1998 mit seiner Fluchtgefährtin in Fortaleza festgenommen. Es folgten langwierige Auslieferungsverhandlungen, die am 19. Juni 1999 mit der Überstellung Rosenstingls nach Wien endeten. Nach seiner Auslieferung wurde Rosenstingl in U-Haft genommen und am 14. Dezember 1999 der Prozess gegen ihn eröffnet. Er wurde nach 24 Verhandlungstagen im März 2000 am Landesgericht Wien wegen schweren gewerbsmäßigen Betrugs und Untreue mit einem Gesamtschaden von 51,5 Millionen Schilling zu sieben Jahren Haft verurteilt. Am 19. Februar 2002 wurde Rosenstingl auf Grund einer „fortschreitenden Herzerkrankung“ wegen Vollzugsuntauglichkeit aus der Haft entlassen.
Die Affäre Rosenstingl führte zu einem politischen Erdbeben und zog innerhalb der FPÖ Niederösterreich weite Kreise. Bernhard Gratzer, Landesparteiobmann der FPÖ-Niederösterreich, musste aus allen seinen Ämtern zurücktreten, während Erich Schreiner, Nationalratsabgeordneter der FPÖ aus Niederösterreich sein Mandat noch im Mai 1998 niederlegte. Er war mit Rosenstingl über zwei Unternehmen auch beruflich verbunden gewesen. Auch Hermann Mentil, Finanzreferent der FPÖ-Niederösterreich, legte zunächst sein Nationalratsmandat zurück, wollte jedoch nicht gänzlich darauf verzichten. Er wurde schließlich aus der FPÖ ausgeschlossen und war ein Jahr lang „wilder“ Abgeordneter im Nationalrat.